# 1933
1933 (MCMXXXIII) je bilo navadno leto, ki se je po gregorijanskem koledarju začelo na nedeljo.

## Dogodki
- 30. januar - Adolf Hitler postane kancler Nemčije.
- 17. februar - z odlokom ameriškega senata je končana prohibicija v ZDA.
- 27. februar - požig Reichstaga v Berlinu.
- 3. marec - močan potres, ki mu sledi cunami, prizadeneta japonski otok Honšu, umre okrog 3.000 ljudi.
- 5. marec - nacionalsocialistična stranka prejme 43,9 % glasov na volitvah v nemški parlament.
- 22. marec - pričetek delovanja koncentracijskega taborišča Dachau.
- 24. marec - Reichstag sprejme zakon o popolni oblasti kanclerja.
- 27. marec - Japonska izstopi iz Društva narodov.
- 26. april - v Prusiji je ustanovljen Gestapo.
- 2. maj - prvo domnevno videnje Nessie v sodobnosti.
- 10. maj - Paragvaj napove vojno Boliviji.
- 26. maj - Nacionalsocialistična nemška delavska stranka uzakoni evgenično sterilizacijo.
- 21. junij - v Nemčiji so prepovedane vse ne-nacistične stranke.
- 15. – 22. julij - Wiley Post opravi prvi samostojni polet z letalom okrog sveta.
- 17. oktober - Albert Einstein prispe v ZDA kot begunec iz Tretjega rajha.
- 21. oktober - Tretji rajh izstopi iz Društva narodov.

## Rojstva
- 28. februar - Miro Steržaj, slovenski kegljač, politik in gospodarstvenik († 2020)
- 15. april - Boris Natanovič Strugacki, ruski pisatelj in scenarist († 2012)
- 29. april - Darijan Božič, slovenski skladatelj in dirigent († 2018)
- 30. april - Willie Nelson, ameriški pevec countryja, kitarist, glasbenik, skladatelj in filmski igralec
- 3. maj - James Brown, ameriški pevec († 2006)
- 6. junij - Ludvik Vrtačič, slovenski filozof in ekonomist († 2019)
- 19. junij - Otto Barić, hrvaški nogometni trener († 2020)
- 26. julij - Albin Rudan, slovenski glasbenik, Avsenikov klarinetist († 2009)
- 1. avgust - Antonio Negri, italijanski filozof, marksist in politični aktivist
- 9. oktober - sir Peter Mansfield, angleški fizik, nobelovec († 2017)
- 3. november - Amartya Kumar Sen, indijski humanist, ekonomist in politični teoretik
- 16. november - Danilo Benedičič, slovenski dramski igralec († 2021)

## Smrti
- 25. september - Paul Ehrenfest, avstrijski fizik, matematik (* 1880)
- 5. oktober - Nikolaj Nikolajevič Judenič, ruski general (*  1862)
- 2. december - Émile Meyerson, poljski kemik in filozof (* 1859)
- 17. december - Thubten Gyatso, trinajsti dalajlama (* 1876)
- 18. december - Hans Vaihinger, nemški filozof, novokantovec (* 1852)

## Nobelove nagrade
- Fizika - Erwin Schrödinger, Paul Dirac
- Kemija - ni bila podeljena
- Fiziologija ali medicina - Thomas Hunt Morgan
- Književnost - Ivan Alekseyevich Bunin
- Mir - Sir Norman Angell (Ralph Lane)